# Sardara
Sardara (Sàrdara in sardo) è un comune italiano di 3 721 abitanti della provincia del Medio Campidano, nell'antica subregione storica del Monreale. È un importante centro agricolo e termale. A partire dal 2005 Sardara detiene il riconoscimento di "Bandiera arancione" assegnato dal Touring Club Italiano, mentre nel 2009 ha ricevuto la Certificazione Herity sulla qualità della gestione del patrimonio culturale.

## Geografia fisica

### Territorio

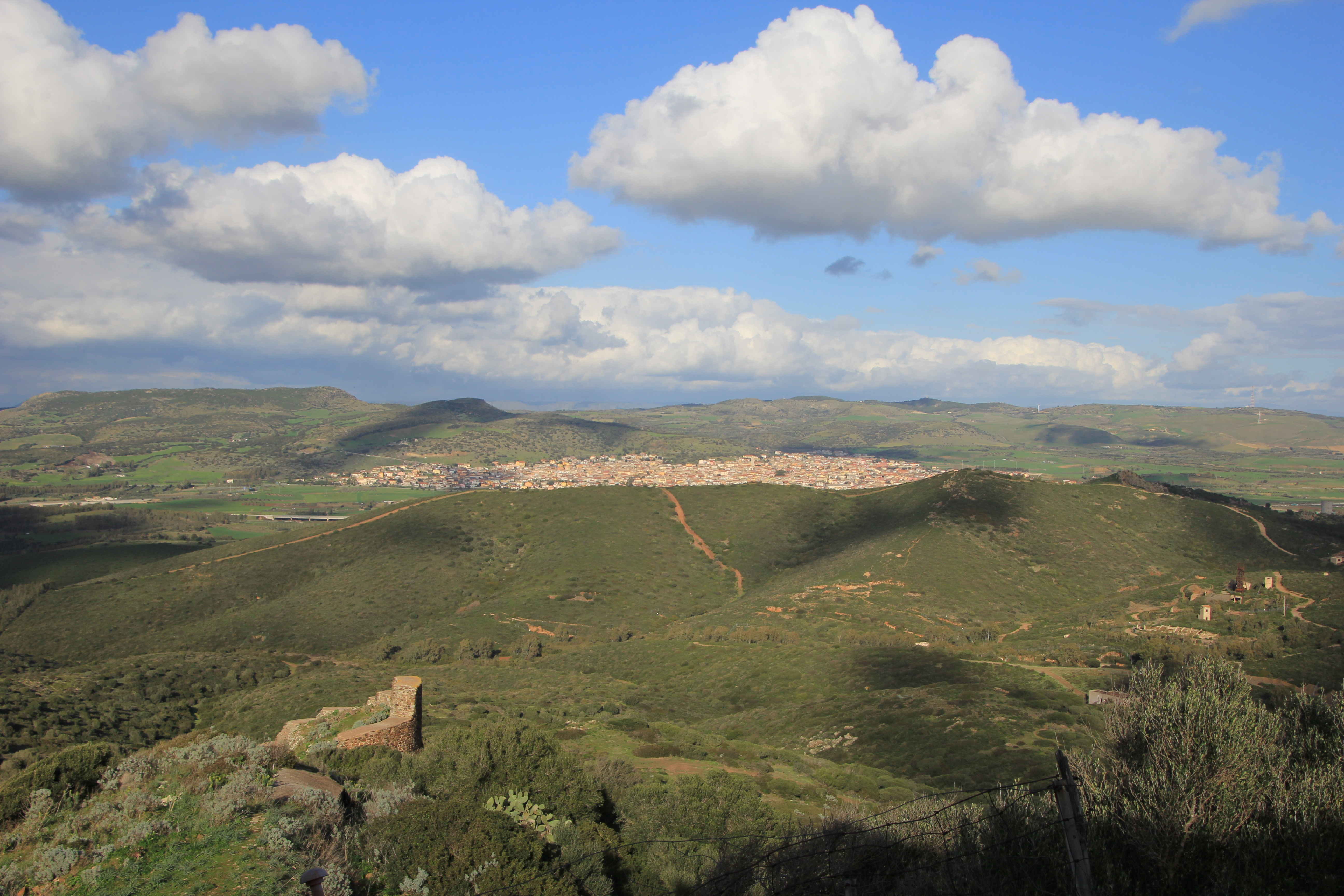
Veduta del territorio

Il suo territorio, che si sviluppa per 56,11 km², confina con la provincia di Oristano e si estende a cavallo tra la pianura del Campidano centrale e le prime colline della Marmilla; è attraversato, per circa 10 km, dalla Superstrada (SS131/E25) Carlo Felice e per breve tratto, nell'angolo sud-occidentale, pure dalla ferrovia Cagliari-Golfo Aranci.
Confina con i comuni di Collinas a nord, Villanovaforru a nord-est, Sanluri ad est, San Gavino Monreale a sud, Pabillonis a ovest e Mogoro (OR) a nord-ovest.
La fascia pianeggiante occupa gran parte del settore centro-occidentale e meridionale del territorio, mentre nelle zone settentrionali e orientali si elevano dei rilievi collinari, alcuni dei quali superano i 300 metri s.l.m.. La massima elevazione del territorio comunale si raggiunge con Punta Colòmbus, 372 m s.l.m., sull'altopiano del Monte Fortuna, che si estende tra i territori di Sardara e Collinas.  Nella parte centro-meridionale del territorio, si erge dalla pianura l'insieme delle colline del Monreale, che prendono nome dall'omonimo castello risalente al periodo giudicale. Il centro abitato, situato al margine orientale del Campidano, si trova leggermente arroccato sul versante meridionale delle colline di "Pranu Cuaddus" e di "Su Pibitziri", mentre a sud-ovest è dominato dai rilievi del Monreale e dall'omonimo castello. Nel territorio comunale scorrono diversi piccoli corsi d'acqua che fanno parte del bacino idrografico del Malu-Mannu, immissari degli stagni di Marceddì.
Il centro urbano si estende a un'altezza compresa fra i 130 m circa delle periferie sud-occidentali più basse fino ai circa 200 m del lembo periferico nord-orientale. 
Le sorgenti di acque termali e l'equidistanza da Cagliari e Oristano, ne hanno favorito lo sviluppo.

## Storia
L'area fu abitata già in epoca nuragica, per la presenza sul territorio di notevoli ed importanti testimonianze archeologiche, tra cui necropoli, pozzi sacri, villaggi nuragici e nuraghi molto bel conservati e molto ricchi di reperti e di testimonianze.
Fu un importante centro anche in epoca romana; nei pressi dell'abitato attuale sorgeva un centro termale chiamato Aquae Neapolitanae, il quale era compreso nell'antica città di Neapolis, già abitata dai cartaginesi.

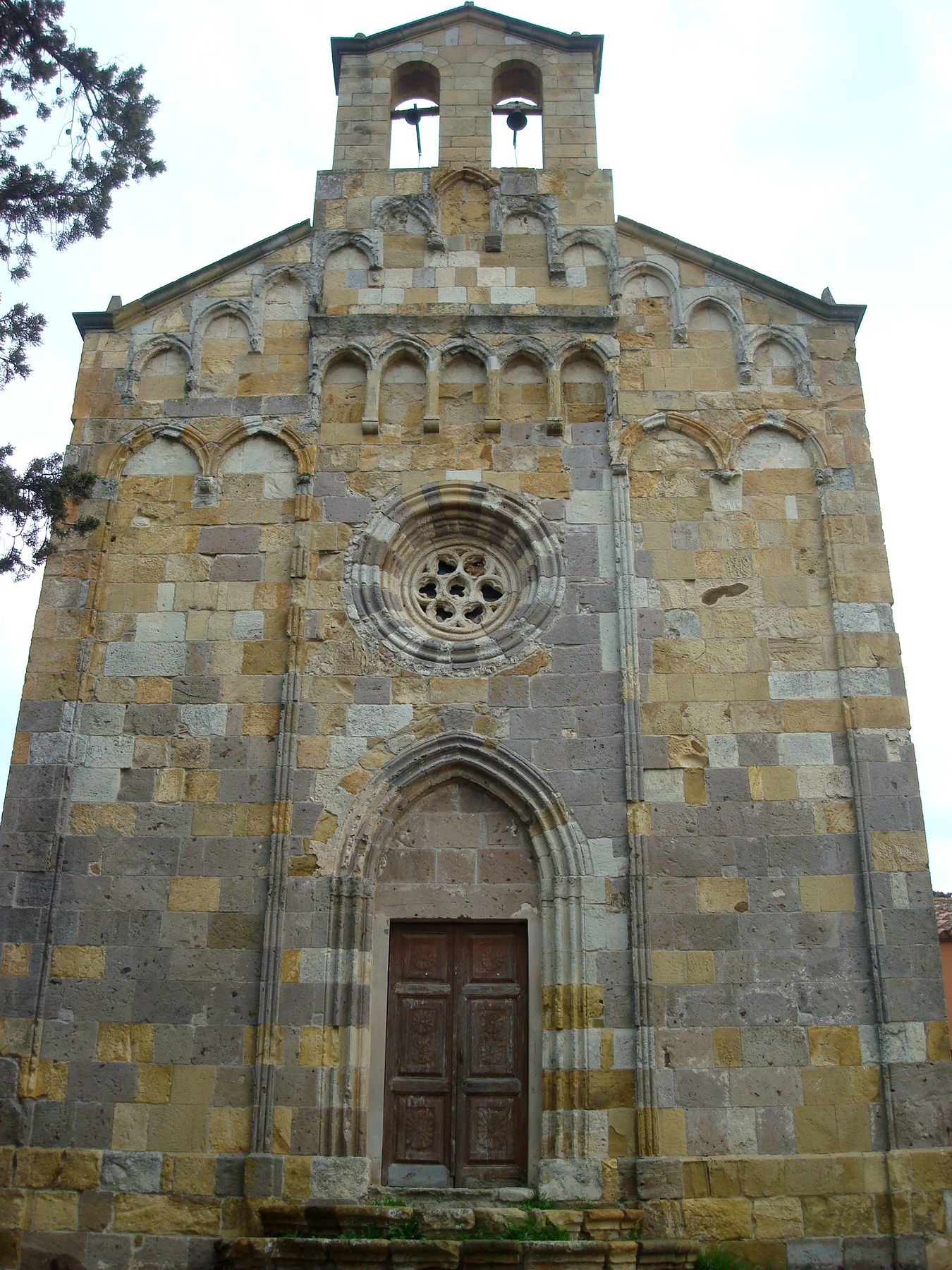
Facciata della chiesa di San Gregorio Magno

Il paese attuale si sviluppò però nel medioevo. Appartenne al giudicato di Arborea e fece parte della curatoria di Bonorzuli. Vicino sorgeva il castello di Monreale, eretto dai giudici di Arborea. Durante le guerre di conquista aragonese della Sardegna il castello venne abitato dal principe Alfonso d'Aragona (futuro re Alfonso IV "il Buono") nel 1324, che vi mandò la moglie Teresa di Entenza, accompagnata da 150 uomini, affinché, colpita da malaria, si rimettesse in salute. Durante la successiva guerra sardo-catalana divenne una fortificazione di primo piano, e lo stesso paese di Sardara fu fortificato. Nel 1409, l'ultimo giudice d'Arborea Guglielmo III di Narbona, sconfitto da Martino il Giovane nella battaglia di Sanluri, si rifugiò nel castello, che nel 1410 venne occupato dal viceré aragonese Pietro Torellas. Nel 1470 l'occupò il marchese di Oristano Leonardo Alagon dopo la sconfitta data agli aragonesi nella battaglia di Uras; sconfitto questi però poi nella battaglia di Macomer, il castello ed il borgo passarono definitivamenta sotto il dominio aragonese.
Sardara fu allora incorporata nella contea di Quirra, feudo dei Carroz; nel 1603, trasformata la contea in marchesato, feudo dei Centelles, il paese ne fece parte e fu compreso nella baronia di Monreale. Il paese fu riscattato all'ultimo feudatario, il marchese di Quirra Filippo Osorio de la Cueva, nel 1839 con la soppressione del sistema feudale.

### Simboli
Lo stemma e il gonfalone sono stati concessi con DPR del 7 agosto 1990.
Il gonfalone è un drappo partito di bianco e di rosso.

## Monumenti e luoghi d'interesse

### Architetture religiose
Nel centro storico trovano posto diverse chiese:
- La chiesa romanico-gotica di San Gregorio Magno, risalente al primo quarto del XIV secolo, una delle chiese trecentesche sarde più interessanti, presenta una bellissima bifora di notevole valore architettonico
- La chiesetta di Santa Anastasia di origine bizantina, anche se il suo assetto attuale risale al XV secolo, dove al suo interno ritroviamo un pozzo sacro di età nuragica, una fonte battesimale del '500, un Cristo ligneo del '600 e la statua di Sant'Anastasia
- La chiesa di Sant'Antonio risalente al XVII secolo, dove al suo interno si può ammirare un altare ligneo policromo settecentesco con tre nicchie dove troneggiano le statue di San Francesco, Sant'Antonio e della Madonna della difesa;

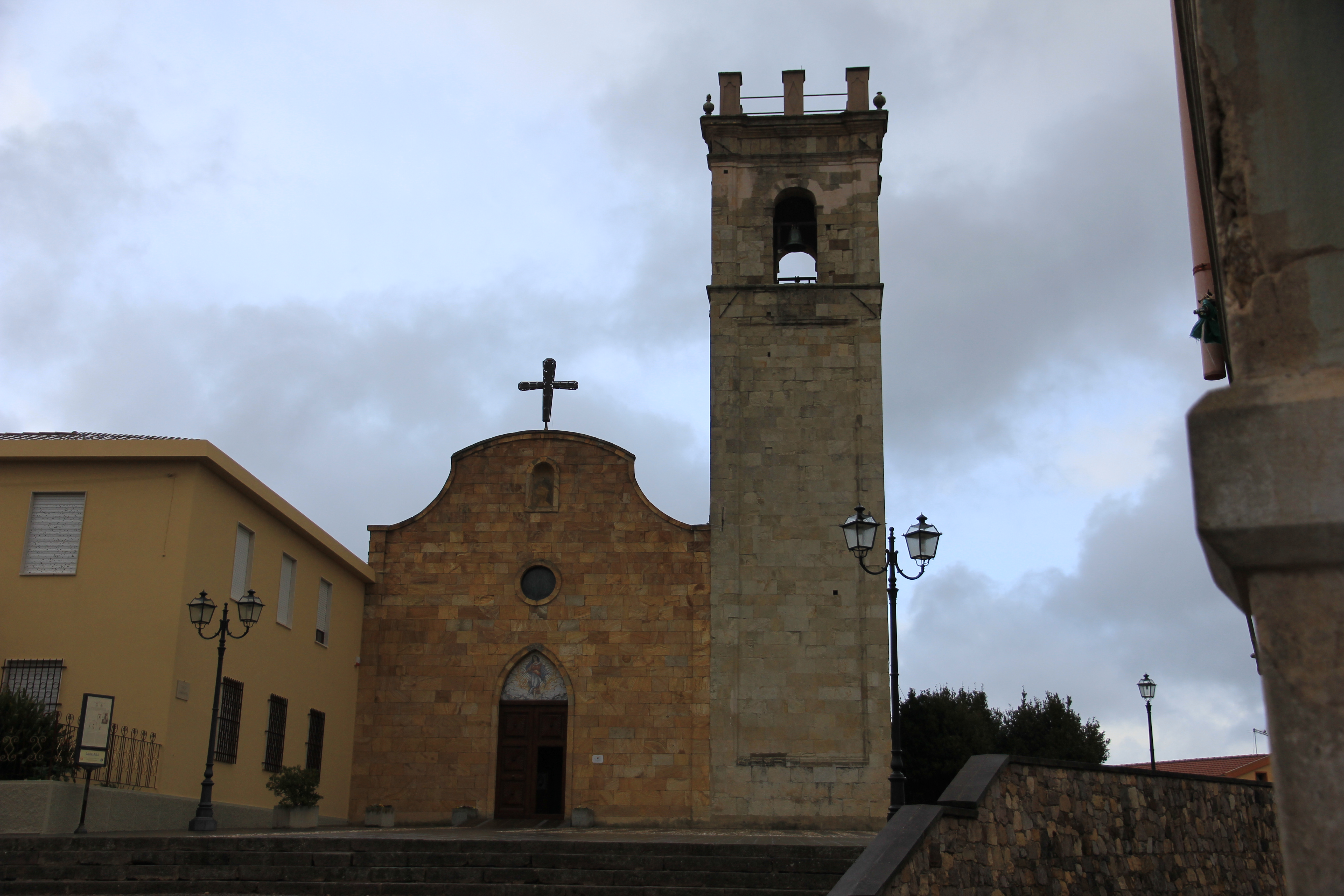
Chiesa della Beata Vergine Assunta

- La chiesa parrocchiale della Beata Vergine Assunta (patrona di Sardara), edificata nei primi decenni del 1600, probabilmente su una preesistente chiesa romanica. È dotata di torre campanaria a canna quadrata, costruita tra il 1634 e il 1639, demolita e poi ricostruita nel 1706. Al suo interno sono presenti un antico organo a canne del 1758, un bellissimo altare marmoreo e delle pregevoli statue lignee, tra cui quella di San Bartolomeo, i busti lignei dei Santi Pietro e Paolo e il retablo con altare ligneo della Madonna d'Itria del XVIII secolo.

Nella zona delle terme si trova il santuario diocesano di Santa Maria de is Acuas, chiamata popolarmente anche Santa Mariàcuas (Madonna delle Acque), Patrona massima della diocesi di Ales-Terralba, da sempre meta di pellegrinaggi e sede di un'importante festa religiosa popolare. Nell'altare del santuario è presente l'antica statua della Madonna, realizzata in epoca spagnola e databile tra la fine del Cinquecento e l'inizio del Seicento. In realtà però, il culto di Santa Mariàcuas, che anticamente era denominata probabilmente "Madonna del latte dolce", pare che risalga già al periodo bizantino. Il simulacro processionale, invece, è custodito tutto l'anno nella parrocchia della Beata Vergine Assunta e viene trasferito processionalmente al Santuario in occasione delle festività di maggio e settembre.

### Architetture civili
Molto suggestivo è il centro storico del paese con le strade in selciato e le tipiche case campidanesi in pietra, dotate di pregevoli portali.
Nel centro abitato si possono ammirare alcuni edifici storici di pregio e ville padronali, come "Villa Diana" e "Casa Pilloni", inserite nell'itinerario delle ville e delle dimore di pregio in Sardegna, la Casa Orrù, l'edificio delle vecchie scuole elementari e la Casa del Balilla.

### Architetture militari

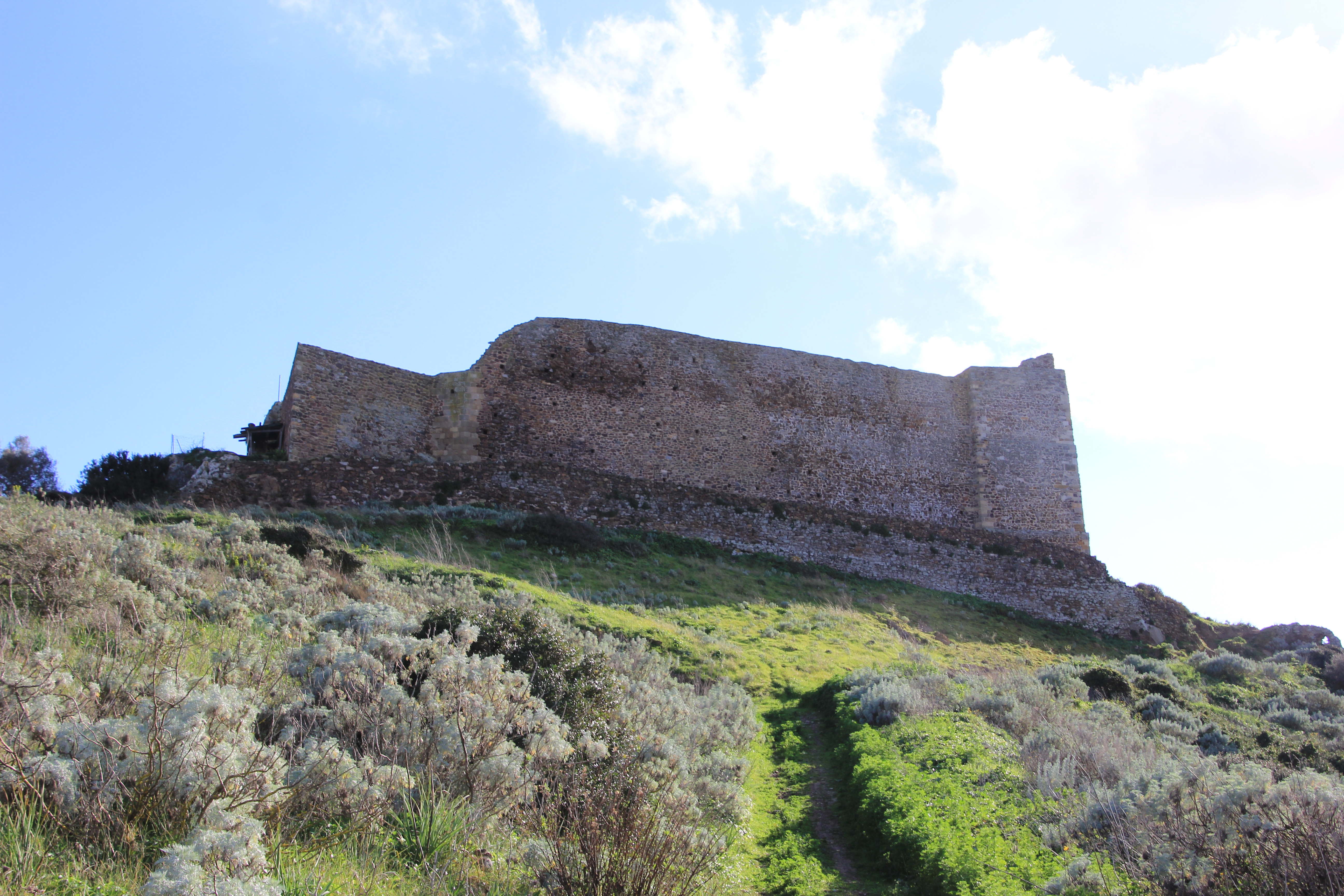
Castello di Monreale

Il centro abitato e la sottostante pianura sono dominati dal sistema collinare di Monreale, sul quale svettano i resti del Castello medievale di Monreale, che sorgono in cima a un imponente colle di forma conica a 274 m s.l.m., a sud-ovest del paese, visibile da buona parte del Campidano. Il castello, che fu edificato probabilmente poco dopo l'anno 1000, sopra precedenti insediamenti nuragici, è unico nel suo genere in Sardegna, perché è il solo ad avere il mastio, otto torri e una cinta muraria lunga circa 1 km che racchiude i resti di un borgo medioevale.
La fortezza fu la più importante roccaforte del giudicato di Arborea e assieme ai castelli di Marmilla (Las Plassas) e di Arcuentu (Arbus), controllava il confine meridionale del giudicato arborense con il Giudicato di Calari (o Cagliari) e rivestì un ruolo importante durante le guerre contro i catalano-aragonesi. Il titolo "Monreale" deriva dalla sua antica denominazione "Castrum Montis Regalis". Qui vi soggiornarono importanti personaggi della storia del medioevo sardo, come, ad esempio, i giudici Ugone II, Mariano IV di Arborea e la famosa giudicessa Eleonora d'Arborea.
Stando alle fonti documentarie, si ha menzione del fortilizio per la prima volta nel 1309, quando risulta concesso dal Re Giacomo II d'Aragona a Mariano e Andreotto de Bas, giudici di Arborea e per conto di questi amministrato dal comune di Pisa. Nel 1324 si ha la prima attestazione dell'utilizzo di questo castello come residenza regale, nei documenti relativi al soggiorno di Teresa di Entenza, moglie dell'Infante Alfonso d'Aragona. La fortezza venne poi utilizzata come rifugio dalle truppe arborensi guidate da Guglielmo III di Narbona, sconfitto nel 1409 durante la famosa battaglia di Sanluri dall'esercito di Martino il Giovane.
Dopo la caduta del giudicato di Arborea, il castello passò agli Aragonesi e fu compreso nella contea di Quirra. Nel 1470 venne conquistato da Leonardo Alagon, marchese di Oristano, che sconfisse gli aragonesi guidati dal viceré di Sardegna Nicolò Carroz nella battaglia di Uras. Nel 1478 Leonardo Alagon fu sconfitto nella battaglia di Macomer e il Monreale tornò in possesso degli aragonesi; la fortezza venne poi smantellata e abbandonata.
Successivamente è stato oggetto di restauro e sono ben visibili in cima sul colle le possenti mura del mastio e parte dei resti dell'antico borgo medievale. Dal castello si domina tutto il sottostante Campidano, dal Golfo di Oristano a quello di Cagliari e nelle giornate più limpide si riesce a scorgere persino il Gennargentu.

### Siti archeologici
Nel suo territorio sono presenti numerose tracce della vita delle comunità che in passato hanno abitato il territorio. 
Fra i monumenti e i siti archeologici più importanti ricordiamo il villaggio nuragico con tempio a pozzo sacro di Sant'Anastasia, situato dentro il centro abitato, nell'area dove sorge la chiesetta di Sant'Anastasia.

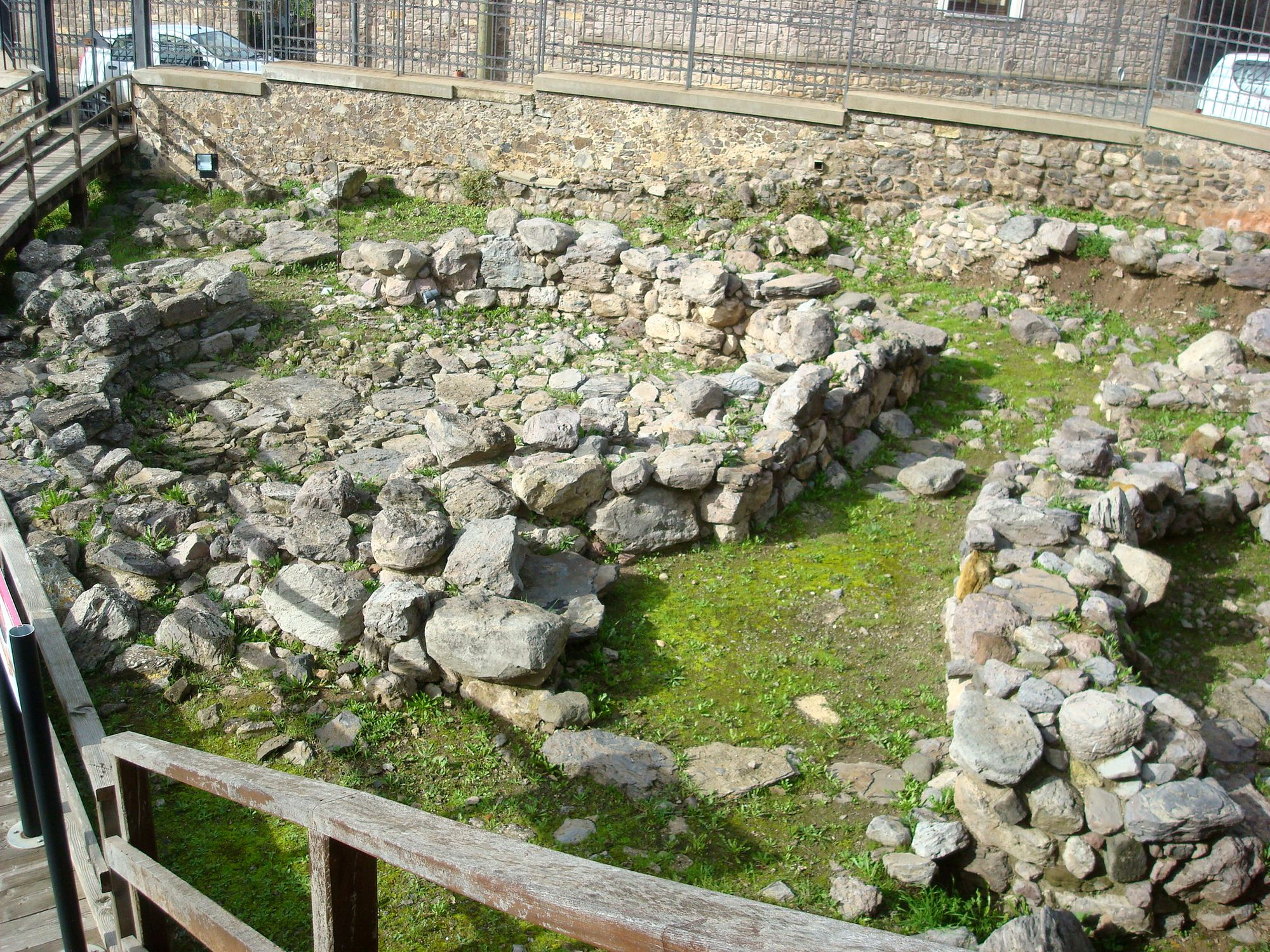
Area archeologica di Sant'Anastasia

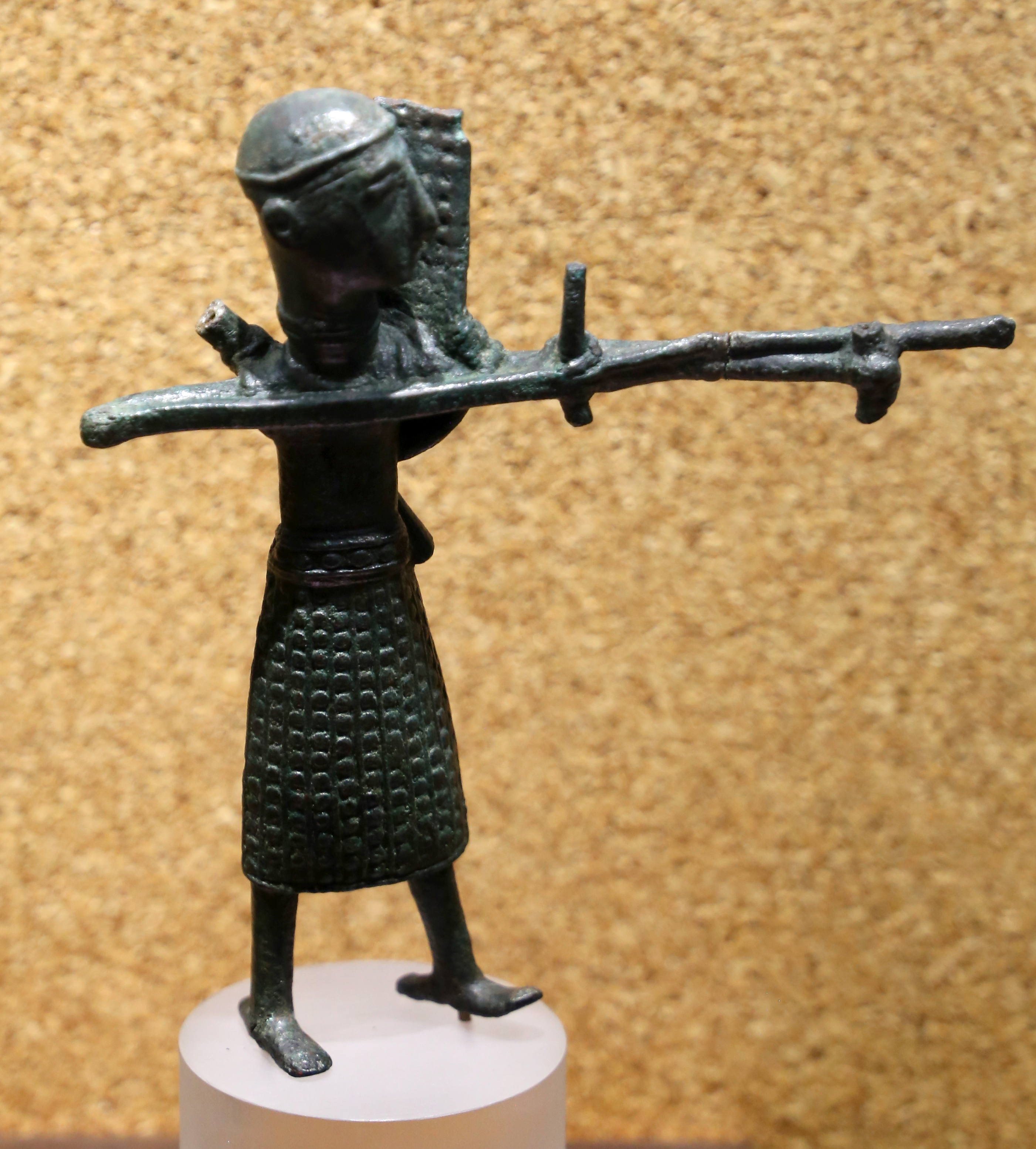
Bronzetto raffigurante un arciere con gonnellino da Sardara

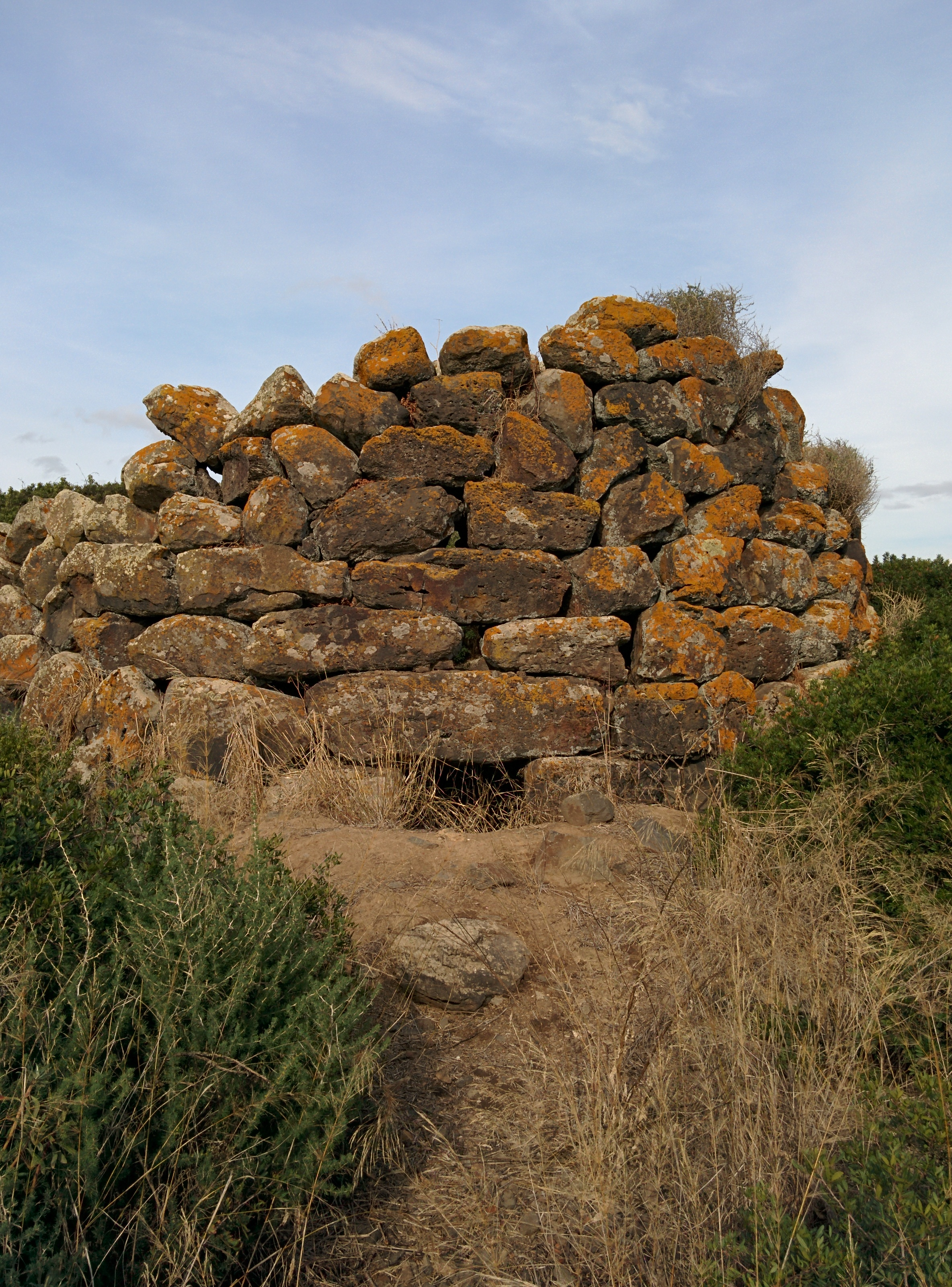
Il Nuraghe Arrubiu

Il tempio a pozzo nuragico, realizzato con blocchi di basalto è uno dei più antichi e meglio conservati dell'Isola e risale al XIII-XII secolo a.C. Al suo interno vi si accede attraverso una scala di 12 gradini che conduce a una camera ipogeica circolare dal diametro di 4 metri con copertura a "tholos" dell'altezza di 5 metri; qui le antiche popolazioni nuragiche di tutto il territorio praticavano il culto delle acque, perché si riteneva che le acque di questo pozzo avessero delle proprietà curative ("Funtana de is dolus"). L'acqua che lo alimenta proviene dalla sorgente "Sa mitzixedda", situata sulle colline che sovrastano il paese ed è stata incanalata artificialmente per arrivare al pozzo. Attorno ad esso e alla chiesetta di Sant'Anastasia è ben visisbile una parte del villaggio nuragico, dove attualmente vi si trovano i resti di alcune "capanne" nelle quali si riunivano le popolazioni nuragiche. Gli scavi archeologici effettuati nel sito hanno riportato alla luce importanti reperti bronzei e ceramici. 
Proprio da questo antico villaggio nacque il centro abitato di Sàrdara.
A poca distanza dall'area archeologica di Santa Anastasia, in località "Sa Costa", in una tomba a fossa megalitica, nel 1912 vennero rinvenuti i famosi "arcieri in bronzo".
L'importanza che rivestì il territorio sardarese in epoca nuragica è testimoniata anche dalla presenza di una trentina di nuraghi situati sia sui colli che nelle aree pianeggianti; tra questi ricordiamo il Nuraghe Arrubiu, lungo la strada provinciale Sardara-Pabillonis, nelle vicinanze delle terme. Si tratta di un nuraghe monotorre quasi totalmente intatto avente una posizione strategica; nella zona sono presenti altri cinque nuraghi. Vicinissimo alla SS131 è il nuraghe Perra, mai scavato e completamente ricoperto dalla terra e dalla vegetazione.
Da segnalare anche la presenza di una tomba dei giganti nei pressi del confine con il territorio comunale di Sanluri.

#### Terme
Sardara è nota per le sue rinomate terme, che sono situate in una piccola valle a circa 2 km a ovest del centro abitato, ai piedi del castello di Monreale e lungo la strada provinciale per Pabillonis. Qui trovano posto i moderni stabilimenti termali, immersi nel verde del boschetto degli eucalipti, dei pini e della macchia mediterranea, accanto all'antico edificio delle terme romane, che in passato erano conosciute con il nome di "Aquae Neapolitanae (II-I secolo a.C.), citate da Tolomeo nell'Itinerario antonino. I resti delle antiche terme romane, ancora visibili, vennero inglobati negli edifici delle prime terme moderne della Sardegna, edificate alla fine dell'800.
Le acque termali delle sorgenti di Sardara che sgorgano a varie temperature comprese tra i 50 e i 68 °C, vengono classificate in minerali-bicarbonato-alcaline-ipertermali e sono utili nella cura di disturbi locomotori, respiratori, dell'apparato digerente e per il trattamento di inestetismi della pelle.

## Società

### Evoluzione demografica
In base ai dati ISTAT è possibile redigere la tabella sottostante, nella quale si evidenzia la popolazione maschile, femminile, quella sotto i 25 anni, quella anziana (ovvero con età superiore ai 65 anni) e gli over 80, 90 e ultracentenari relativamente agli anni 2001, 2011 e 2018.
| Anno | Maschi | Femmine | Under 25 | Over 65 | Over 80 | Over 90 | Ultracentenari | Popolazione totale |
| ---- | ------ | ------- | -------- | ------- | ------- | ------- | -------------- | ------------------ |
| 2001 | 2139   | 2214    | 1296     | 732     | 171     | 30      | 1              | 4353               |
| 2011 | 2076   | 2141    | 922      | 835     | 257     | 37      | 3              | 4153               |
| 2018 | 1954   | 2030    | 780      | 1024    | 305     | 74      | 2              | 3984               |

Abitanti censiti

### Lingue e dialetti
La variante del sardo parlata a Sardara è il campidanese occidentale.

## Cultura

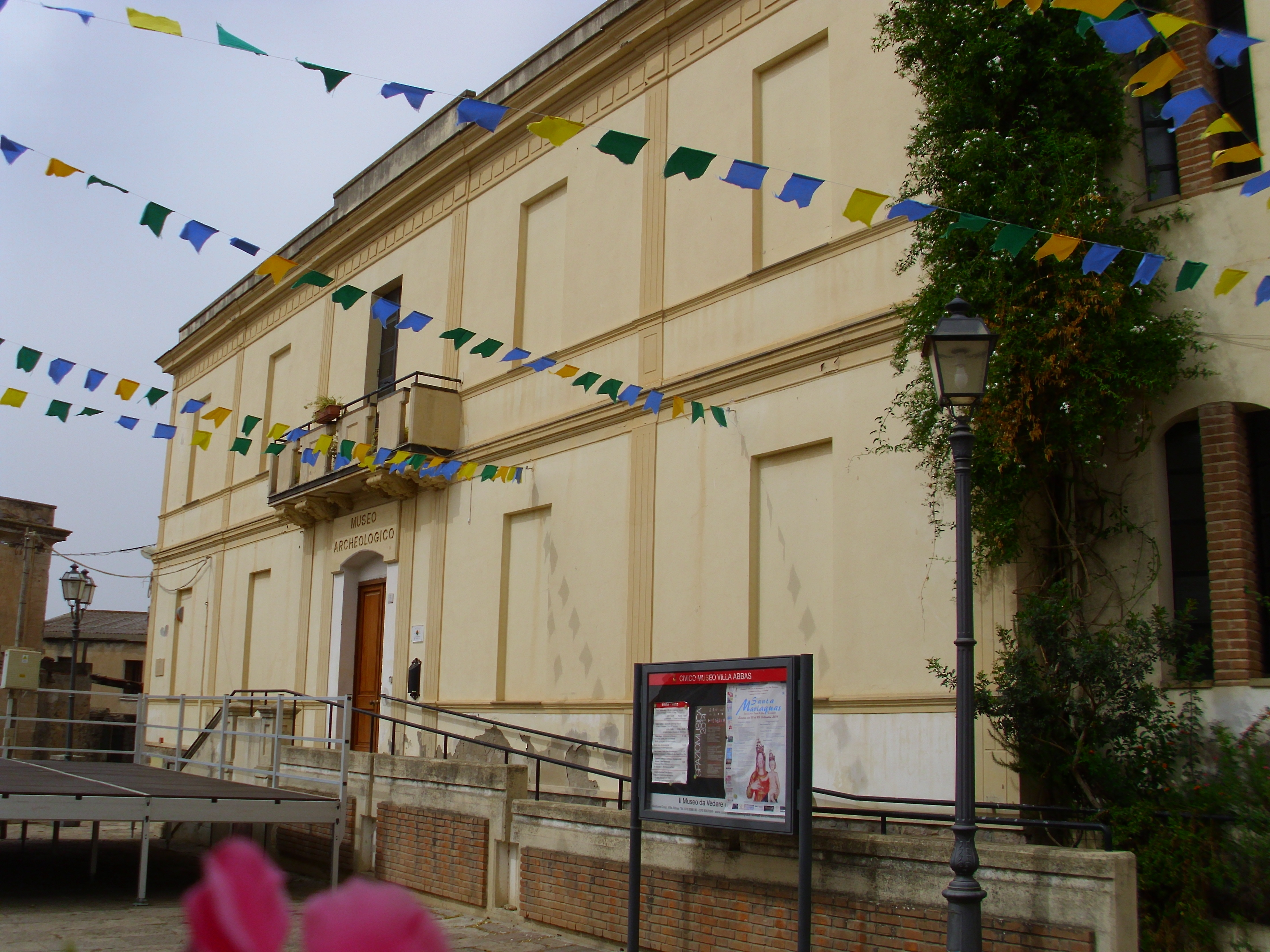
Museo archeologico Villa Abbas

### Musei
Di particolare interesse è il museo archeologico "Villa Abbas", situato nelle vicinanze della parrocchiale della Beata Vergine Assunta, uno dei pochi musei presenti nell'Isola dotati di percorso tattile per i non vedenti, dove sono esposti numerosi reperti risalenti a tutto il periodo che va dal neolitico al tardo medioevo, rinvenuti sia nel territorio di Sardara e sia in diversi comuni della provincia del Medio Campidano e della provincia di Cagliari.

### Eventi
Nel corso dell'anno a Sardara si svolgono diverse feste e manifestazioni; la più importante è quella dedicata a Santa Mariàcuas, Patrona della diocesi di Ales-Terralba e Compatrona di Sardara, che ogni anno viene celebrata con grande solennità il penultimo lunedì di settembre. La festa è una delle più grandi e suggestive di tutta l'Isola e nei quattro giorni della festività vede la partecipazione di decine di migliaia di devoti e visitatori. Anche nel mese di maggio si festeggia Santa Mariàcuas, durante quella che è chiamata "sa festa de is pastoris" (la festa dei pastori), in tono decisamente minore rispetto alla sagra di settembre.

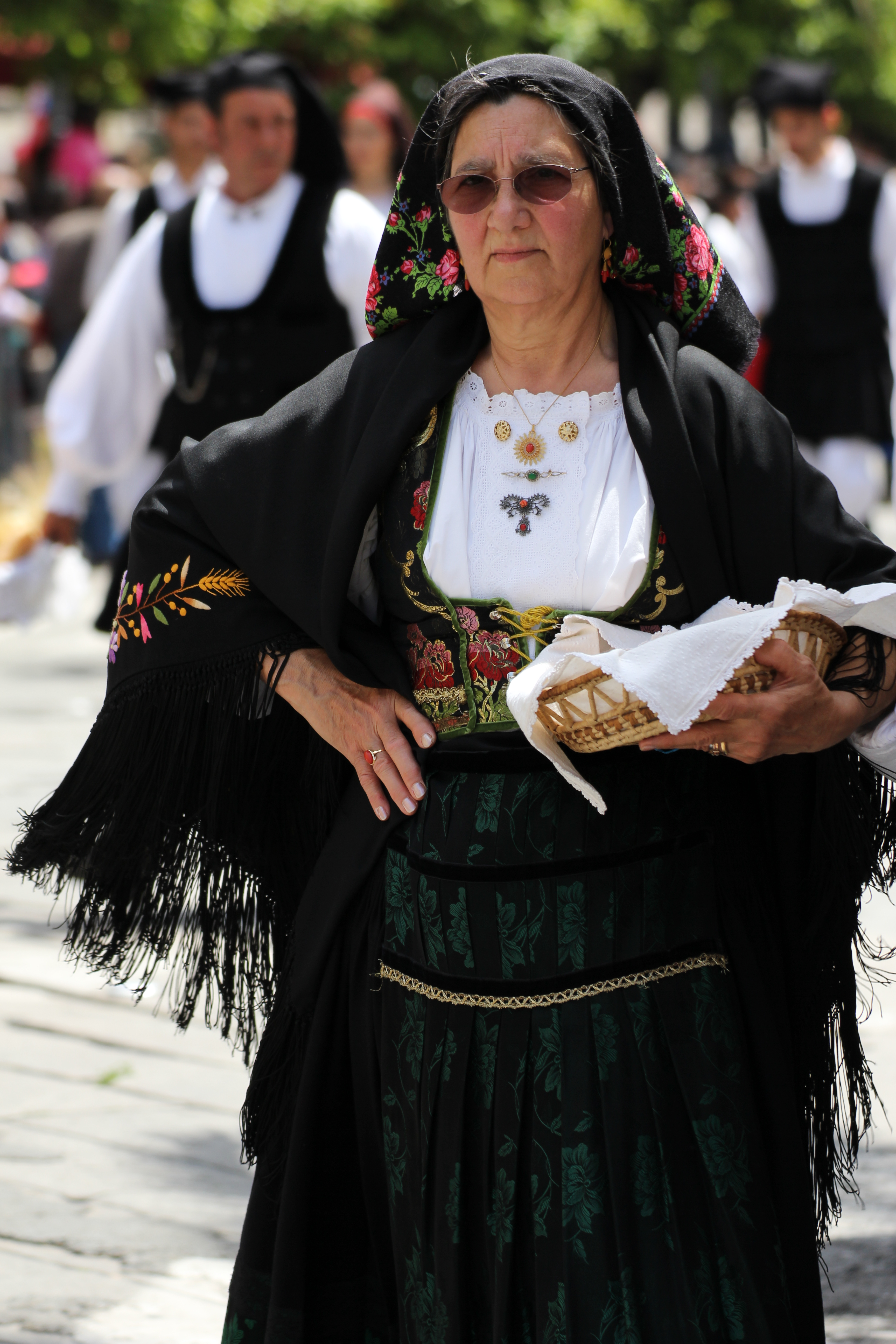
Costume tradizionale

Nel mese di giugno si festeggia Sant'Antonio di Padova, mentre a metà agosto hanno luogo le celebrazioni dedicate alla Beata Vergine Assunta, Patrona del paese; la prima domenica di settembre si svolgono i festeggiamenti di San Gregorio Magno, mentre a novembre si tiene la festa dedicata a Sant'Anastasia. Per tutte queste feste si tengono festeggiamenti sia di carattere religioso che civile.